# Richia parentalis
Richia parentalis är en fjärilsart som beskrevs av Augustus Radcliffe Grote 1879. Richia parentalis ingår i släktet Richia och familjen nattflyn. Inga underarter finns listade.